# 渡辺忍

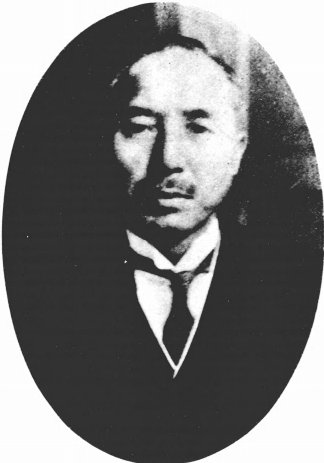
渡辺忍

渡辺 忍（わたなべ しのぶ、1883年〈明治16年〉5月29日 - 1955年〈昭和30年〉1月28日）は、朝鮮総督府官僚、実業家。朝鮮農地開発営団理事長。

## 経歴
新潟県岩船郡関谷村（現在の関川村）出身。渡辺善俊の長男。1909年（明治42年）、東京帝国大学法科大学独法科を卒業し、高等文官試験に合格。和歌山県属、同日高郡長、福井県理事官、神奈川県事務官を務めた。
1919年（大正8年）、朝鮮総督府事務官に転じ、忠清北道内務部長、黄海道内務部長、平安南道内務部長、全羅北道知事、京畿道知事を歴任。1931年（昭和6年）、殖産局長兼山林部長となり、翌年に農林局長に転じた。
1935年（昭和10年）に退官し、東洋拓殖理事、日魯漁業（現在のマルハニチロ）取締役、南洋興発監査役、海外興業監査役、朝鮮農地営団理事長、朝鮮食糧営団理事長などを務めた。
戦後に中央日韓協会顧問を務めた。墓所は多磨霊園。

## 人物
趣味は乗馬。宗教は禅宗。住所は東京府北多摩郡武蔵野町吉祥寺。

## 家族
渡辺家
- 父・善俊[4]
- 妻・ミツギ（1892年 - ?、石川、鏑木徳二の妹）[4]
- 息子[4]